# Aemidioides rohanchaboti
Aemidioides rohanchaboti is een keversoort uit de familie kniptorren (Elateridae). De wetenschappelijke naam van de soort en van het geslacht Aemidioides is voor het eerst geldig gepubliceerd in 1922 door Edmond Fleutiaux.
De beschrijving gebeurde aan de hand van een exemplaar, 16 mm lang en 5 mm breed, verzameld in Benguela in Angola in december 1914 door de "Mission Rohan-Chabot", een Franse expeditie naar Angola en Rhodesië in 1912-1914 onder leiding van graaf Jacques de Rohan-Chabot.